# SN 2004dv
SN 2004dv – supernowa typu II odkryta 13 sierpnia 2004 roku w galaktyce M-01-06-12. W momencie odkrycia miała maksymalną jasność 18,50m.